# Amanita crocea
Amanita crocea là một loài nấm thuộc chi Amanita trong họ Amanitaceae. Loài này phân bố rộng rãi ở châu Âu.

## Miêu tả

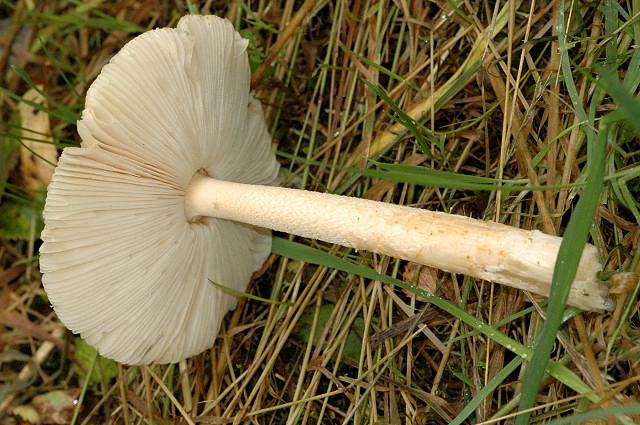
Amanita crocea mọc tại Commanster, Bỉ.

- Mũ nấm: không có vòng nấm (ring), đường kính từ 5 – 10 cm, màu vàng cam và thường có bề mặt hơi dẹt.
- Bao gốc (volva): dày, màu trắng, rộng 4 – 10 cm.
- Lá tia (gill): xếp đều, dạng bột mịn.
- Cuống (stem/stipe): dài 10 – 15 cm, đường kính 1 - 1,5 cm.
- Bào tử (spore): màu trắng.[2][3]